# 伊庇魯斯的安提戈涅
安提戈涅（希臘語： Ἀντιγόνη；前三世紀末的人物），是貝勒尼基和第一任丈夫馬其頓貴族腓力所生的女兒，貝勒尼基後來嫁給埃及托勒密一世。因此，托勒密二世是安提戈涅同母異父的弟弟。
安提戈涅嫁給伊庇魯斯的皮洛士為妻，成為伊庇魯斯的王后，有奧林匹亞絲和托勒密兩個孩子，皮洛士的一座殖民城市安提柯尼亞（Antigonia）就以她命名。

## 來源
- 威廉·史密斯，《希腊羅馬的神話和傳記辭典》,  波士頓, (1867)